# Atle Selberg
Atle Selberg (Langesund, 17 giugno 1917 – Princeton, New Jersey, 6 agosto 2007) è stato un matematico norvegese.
La sua notorietà è legata ai suoi lavori nella teoria analitica dei numeri e sull'ipotesi di Riemann.

## Biografia
Da studente, Selberg fu fortemente influenzato dai lavori e dalla personalità del matematico Srinivasa Aaiyangar Ramanujan. Studiò quindi alla Università di Oslo, ove finì il dottorato nel 1943.
Durante la Seconda guerra mondiale lavorò in solitario, a causa della occupazione militare tedesca della Norvegia. I suoi risultati furono resi noti dopo la guerra; tra questi, alcuni risultati sugli zeri della funzione zeta di Riemann. Dopo la guerra, passò alla teoria dei crivelli, un argomento della teoria dei numeri studiato precedentemente e quasi ignorato, riportato in auge dal matematico norvegese. In un articolo del 1947 introdusse il cosiddetto crivello di Selberg, uno strumento che sarà poi usato per dimostrare il teorema di Chen, una forma più "debole" della congettura di Goldbach.
Nel 1948 Selberg costruì una dimostrazione elementare del teorema dei numeri primi. Il matematico Paul Erdős fornì contemporaneamente un'altra dimostrazione dello stesso teorema, usando un risultato cruciale di Selberg: ne nacque una disputa sull'attribuzione della dimostrazione. Per tutti questi risultati Selberg ottenne la medaglia Fields nel 1950.
Negli anni cinquanta Selberg si spostò negli Stati Uniti presso l'Institute for Advanced Study di Princeton, dove è morto il 6 agosto 2007. In quegli anni ottenne altri importanti risultati, tra cui alcuni collegamenti fra il laplaciano e le superfici di Riemann. Ottenne il Premio Wolf nel 1986.